# Jindřich Mladík
Jindřich Mladík (anglicky Henry the Young King, 28. února 1155 – 11. června 1183) byl druhý z pěti synů anglického krále Jindřicha II. Plantageneta a jeho manželky Eleonory Akvitánské. Ještě za života svého otce, v roce 1170, byl korunován králem Anglie a v letech 1170–1183 byl králem a spoluvládcem. Vládl však jen formálně, skutečnou moc v zemi držel ve svých rukou i nadále Jindřich II. Právě spory o moc byly příčinou několika ozbrojených konfliktů mezi vojsky obou spoluvladařů.

## Uspěchaná korunovace a její následky

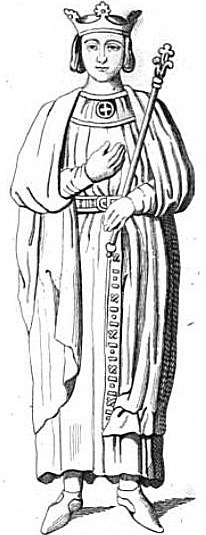
Jindřich Mladík

Na výchovu Jindřicha Mladíka dohlížel arcibiskup z Canterbury Thomas Becket. Po smrti staršího bratra Viléma († 1156) se stal z Jindřicha následník trůnu. Ještě za otcova života byl patnáctiletý Jindřich Mladík 14. června 1170 korunován arcibiskupem z Yorku na krále Anglie. Oficiálně se tak stal spoluvladařem otce v Anglii a Akvitánii. Reálnou moc v obou zemích si ale „starý“ král podržel jen pro sebe a Jindřich Mladík byl spoluvládcem jen formálně. S tímto stavem se mladý král samozřejmě nehodlal smířit a tak již roku 1173 proti svému otci povstal.
| „                 | ... tři Jindřichovi synové, prvorozený Jindřich, Richard z Poitou a Geoffrey z Bretaně se proti svému otci vzbouřili a spojili se s francouzským králem Ludvíkem. To králi přidělalo starosti, jaké do té doby nepoznal, a jeho synové mu pak působili bolest až do poslední chvíle jeho života... | “ |
| — Gerald z Walesu | |   |

Povstalecké vojsko Jindřicha Mladíka se spojilo s francouzským králem Ludvíkem VII., skotským králem Vilémem Lvem a z hrabaty z Flander, z Blois a z Boulogne. Povstání trvalo 18 měsíců a bylo Jindřichem II. potlačeno. Jindřich Mladík porážku uznal, se svým otcem se usmířil, ale ten mu za trest odebral spoluvládu nad Akvitánií. Zajímavostí, spjatou s tímto obdobím je, že v průběhu povstání byl Jindřich Mladík pasován svým nejvěrnějším přítelem, Vilémem le Maréchalem, na rytíře. Rytíř Vilém le Maréchal tak povýšil svého pána a krále do rytířského stavu.

## Manželství
Jindřich byl od roku 1160 zasnouben s Markétou, dcerou francouzského krále Ludvíka VII. Markéta přinesla svým sňatkem věno v podobě strategicky důležitého hrabství Vexin, které leželo mezi Normandií (která patřila Plantagenetům) a mezi Ile-de-France, výsostným územím francouzských králů. Korunovace páru se konala 27. srpna 1172 v katedrále ve Winchesteru. V roce 1177 se Jindřichovi a Markétě narodil syn Vilém, který brzy po porodu zemřel. Do té doby spokojené manželství se začalo hroutit. Důvodem byla zřejmě i Markétina neplodnost. V roce 1182 se u dvora začala šířit pomluva, že jeho nejlepší přítel, Vilém le Maréchal, má milenecký poměr s Markétou. Jindřich pomluvám uvěřil a Markétu ode dvora vyhnal zpět do její rodné Francie. Vilém le Maréchal odešel sám.

## Závěr života

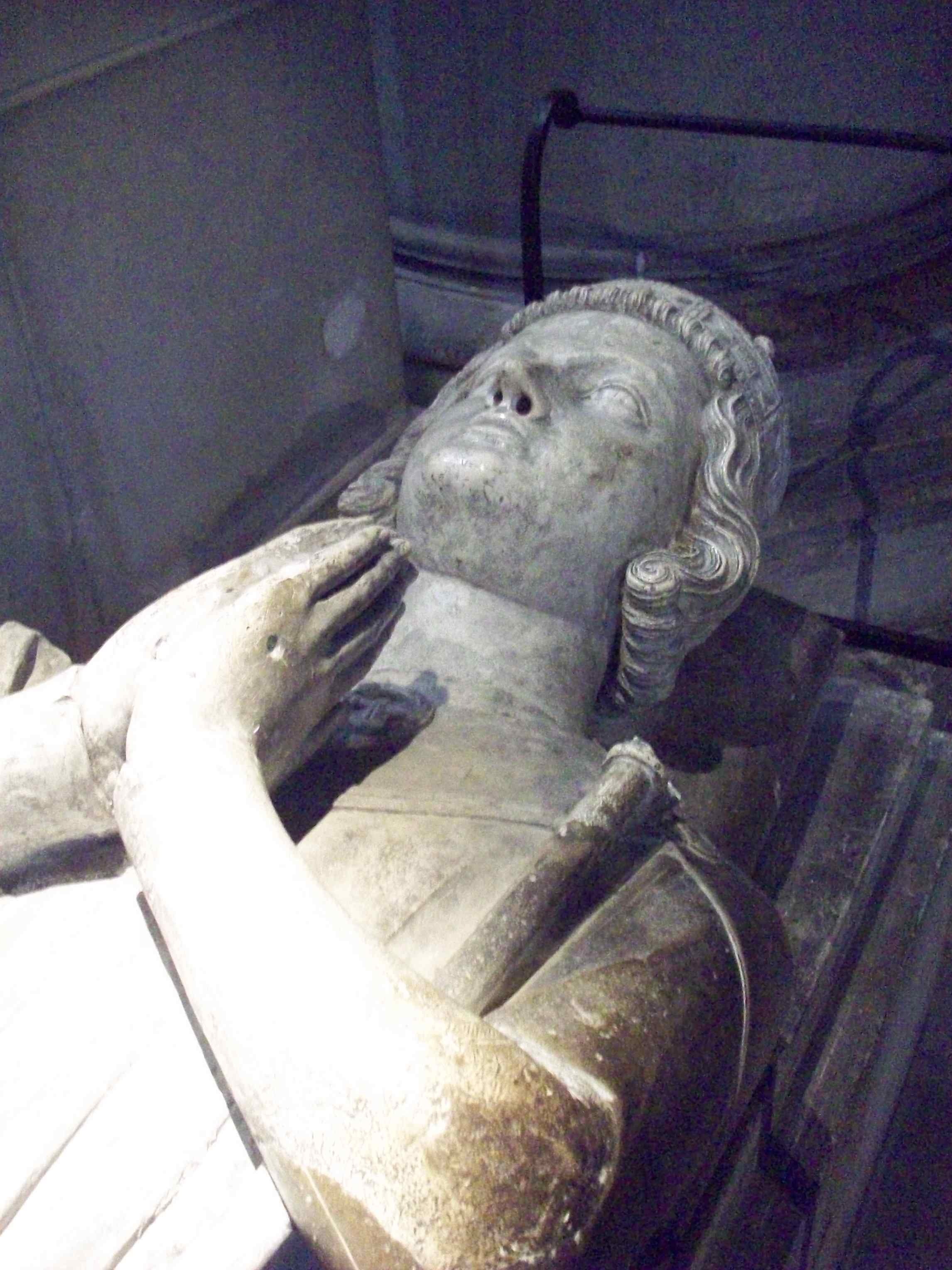
Jindřichův náhrobek (katedrála Nanebevzetí Panny Marie v Rouenu)

V roce 1180 se Jindřich Mladík opět nepohodl se svým otcem a uprchl do Francie na dvůr krále Ludvíka VII. (téhož roku Ludvík zemřel a na trůnu se dostal následník Filip II. August).
Poté Jindřich vyplenil klášter v Grandmontu, donutil limogské měšťany k půjčce dvou set čtyřiceti tisíc denárů a zmocnil se téže sumy z pokladnice kláštera sv. Martiala. V průběhu tohoto dalšího povstání proti otci, Jindřich Mladík 11. července 1183 náhle zemřel na zámku Martel na následky úplavice. U jeho smrtelného lože stál omilostněný Vilém le Maréchal a Jindřich Mladík doufal, že se stačí usmířit i se svým otcem. To se mu však již nepodařilo. Dle současníků měla být horečka trestem za prodej meče Karla Velikého z kostela v Rocamadouru.
| „                 | Ten král nad křesťany, co jsou, čněl krásou ve své mladosti, upřímností i odvahou, byl jak fontána štědrosti... | “ |
| — Bertran de Born | |   |

Jindřich Mladík byl za svého života znám jako znamenitý turnajový rytíř a se svou rytířskou družinou, vedenou Vilémem le Maréchalem, v letech 1175–1182 nevynechal snad jediný turnajový zápas ve Francii. Jindřichovy slavné činy opěvovali trubadúři a on byl považován za rytíře, který dostál všem rytířským ctnostem. Byl pochován v katedrále sv. Juliána v Le Mans a později byly jeho ostatky přesunuty do katedrály Nanebevzetí Panny Marie v Rouenu.

## Vývod z předků
|                 |                               |  |                        |                              |  |  |  |  |  |  |  | Fulko IV. z Anjou |
|                 |                               |  |                        |                              |  |  |  |  |  |  |  |                   |
|                 | Fulko V. z Anjou              |  |                        |                              |  |  |  |  |  |  |  |                   |
|                 |                               |  |                        |                              |  |  |  |  |  |  |  |                   |
|                 |                               |  |                        | Bertrada z Montfortu         |  |  |  |  |  |  |  |                   |
|                 |                               |  |                        |                              |  |  |  |  |  |  |  |                   |
|                 | Geoffrey V. z Anjou           |  |                        |                              |  |  |  |  |  |  |  |                   |
|                 |                               |  |                        |                              |  |  |  |  |  |  |  |                   |
|                 |                               |  |                        | Eliáš I. z Maine             |  |  |  |  |  |  |  |                   |
|                 |                               |  |                        |                              |  |  |  |  |  |  |  |                   |
|                 | Ermengarda z Maine            |  |                        |                              |  |  |  |  |  |  |  |                   |
|                 |                               |  |                        |                              |  |  |  |  |  |  |  |                   |
|                 |                               |  |                        | Matylda ze Château-du-Loire  |  |  |  |  |  |  |  |                   |
|                 |                               |  |                        |                              |  |  |  |  |  |  |  |                   |
|                 | Jindřich II. Plantagenet      |  |                        |                              |  |  |  |  |  |  |  |                   |
|                 |                               |  |                        |                              |  |  |  |  |  |  |  |                   |
|                 |                               |  |                        | Vilém I. Dobyvatel           |  |  |  |  |  |  |  |                   |
|                 |                               |  |                        |                              |  |  |  |  |  |  |  |                   |
|                 | Jindřich I. Anglický          |  |                        |                              |  |  |  |  |  |  |  |                   |
|                 |                               |  |                        |                              |  |  |  |  |  |  |  |                   |
|                 |                               |  |                        | Matylda Flanderská           |  |  |  |  |  |  |  |                   |
|                 |                               |  |                        |                              |  |  |  |  |  |  |  |                   |
|                 | Matylda Anglická              |  |                        |                              |  |  |  |  |  |  |  |                   |
|                 |                               |  |                        |                              |  |  |  |  |  |  |  |                   |
|                 |                               |  |                        | Malcolm III. Skotský         |  |  |  |  |  |  |  |                   |
|                 |                               |  |                        |                              |  |  |  |  |  |  |  |                   |
|                 | Matylda Skotská               |  |                        |                              |  |  |  |  |  |  |  |                   |
|                 |                               |  |                        |                              |  |  |  |  |  |  |  |                   |
|                 |                               |  |                        | Markéta Skotská              |  |  |  |  |  |  |  |                   |
|                 |                               |  |                        |                              |  |  |  |  |  |  |  |                   |
| Jindřich Mladík |                               |  |                        |                              |  |  |  |  |  |  |  |                   |
|                 |                               |  |                        |                              |  |  |  |  |  |  |  |                   |
|                 |                               |  | Vilém VIII. Akvitánský |                              |  |  |  |  |  |  |  |                   |
|                 |                               |  |                        |                              |  |  |  |  |  |  |  |                   |
|                 | Vilém IX. Akvitánský          |  |                        |                              |  |  |  |  |  |  |  |                   |
|                 |                               |  |                        |                              |  |  |  |  |  |  |  |                   |
|                 |                               |  |                        | Hildegarda Burgundská        |  |  |  |  |  |  |  |                   |
|                 |                               |  |                        |                              |  |  |  |  |  |  |  |                   |
|                 | Vilém X. Akvitánský           |  |                        |                              |  |  |  |  |  |  |  |                   |
|                 |                               |  |                        |                              |  |  |  |  |  |  |  |                   |
|                 |                               |  |                        | Vilém IV. z Toulouse         |  |  |  |  |  |  |  |                   |
|                 |                               |  |                        |                              |  |  |  |  |  |  |  |                   |
|                 | Filipa z Toulouse             |  |                        |                              |  |  |  |  |  |  |  |                   |
|                 |                               |  |                        |                              |  |  |  |  |  |  |  |                   |
|                 |                               |  |                        | Emma z Mortain               |  |  |  |  |  |  |  |                   |
|                 |                               |  |                        |                              |  |  |  |  |  |  |  |                   |
|                 | Eleonora Akvitánská           |  |                        |                              |  |  |  |  |  |  |  |                   |
|                 |                               |  |                        |                              |  |  |  |  |  |  |  |                   |
|                 |                               |  |                        | Boson II. ze Châtellerault   |  |  |  |  |  |  |  |                   |
|                 |                               |  |                        |                              |  |  |  |  |  |  |  |                   |
|                 | Aimery I. z Rochefoucauldu    |  |                        |                              |  |  |  |  |  |  |  |                   |
|                 |                               |  |                        |                              |  |  |  |  |  |  |  |                   |
|                 |                               |  |                        | Alienor z Thouars            |  |  |  |  |  |  |  |                   |
|                 |                               |  |                        |                              |  |  |  |  |  |  |  |                   |
|                 | Eleonora ze Châtelleraultu    |  |                        |                              |  |  |  |  |  |  |  |                   |
|                 |                               |  |                        |                              |  |  |  |  |  |  |  |                   |
|                 |                               |  |                        | Barthelemy z L'Isle Bouchard |  |  |  |  |  |  |  |                   |
|                 |                               |  |                        |                              |  |  |  |  |  |  |  |                   |
|                 | Dangereuse z l'Isle-Bouchaard |  |                        |                              |  |  |  |  |  |  |  |                   |
|                 |                               |  |                        |                              |  |  |  |  |  |  |  |                   |
|                 |                               |  |                        | Gerberge de Blaison          |  |  |  |  |  |  |  |                   |
|                 |                               |  |                        |                              |  |  |  |  |  |  |  |                   |